# Kullu (distrikt)
Kullu er et distrikt i den indiske delstat Himachal Pradesh. Distriktets hovedstad er Kullu.
Fra til midten af 1800-tallet var Kullu en fyrstestat.

## Demografi
Ved folketællingen i 2011 var der 437,474 indbyggere i distriktet, mod 381,571 i 2001. Den urbane befolkningen udgør 9,43 % af befolkningen.
Børn i alderen 0 til 6 år udgjorde 11,44 % i 2011 mod 13,84 % i 2001. Antallet af piger i den alder per tusinde drenge er 962 i 2011 mod 960 i 2001.